# Jesse English
Pour les articles homonymes, voir English.
Jesse Logan English, né le 13 septembre 1984 à Oceanside (Californie) aux États-Unis, est un lanceur gaucher au baseball. Il évolue en Ligue majeure avec les Nationals de Washington en saison 2010 puis rejoint l'organisation des Indians de Cleveland en 2011 via un contrat de ligues mineures.

## Carrière

### Ligues mineures
Après des études secondaires à la Rancho Bueno Vista High School de Vista (Californie), Jesse English est drafté le 4 juin 2002 par les Giants de San Francisco au sixième tour de sélection. Il signe son premier contrat professionnel le 9 juin 2002. 
English joue en ligues mineures pour l'organisation des Giants pendant six saisons. Durant cette période, il compte 34 victoires pour 19 défaites, une moyenne de points mérités de 3,95 pour 139 matchs joués dont 69 comme lanceur partant.

### Nationals de Washington
Mis en ballottage par les Giants, English est sélectionné par les Nationals de Washington le 10 septembre 2009.
English fait ses débuts en Ligue majeure le 5 avril 2010 en lançant une manche et un tiers en relève lors d'un match opposant les Nationals aux Phillies de Philadelphie. Il joue sept parties comme releveur de 5 au 20 avril puis est envoyé en Triple-A chez les le 28. Il subit une opération chirurgicale à l'épaule en juillet mettant un terme à sa saison.

### Indians de Cleveland
Devenu agent libre à l'issue de la saison 2010, il signe un contrat de ligues mineures chez les Indians de Cleveland le 24 mars.

## Statistiques
| Saison | Équipe     | G | GS | CG | SHO | V | D | SV | IP  | SO | ERA  |
| ------ | ---------- | - | -- | -- | --- | - | - | -- | --- | -- | ---- |
| 2010   | Washington | 7 | 0  | 0  | 0   | 0 | 0 | 0  | 7.0 | 4  | 3,86 |
| Totaux | Totaux     | 7 | 0  | 0  | 0   | 0 | 0 | 0  | 7.0 | 4  | 3,86 |

Note : G = Matches joués ; GS = Matches comme lanceur partant ; CG = Matches complets ; SHO = Blanchissages ; 
V = Victoires ; D = Défaites ; SV = Sauvetages ; IP = Manches lancées ; SO = Retraits sur des prises ; ERA = Moyenne de points mérités.